# Angelica Larsson
Angelica Larsson, född 9 juni 1990, är en svensk lastbilschaufför och influerare från Gällivare.
Hon deltog i första säsongen av programmet Svenska Truckers, som gick på TV3 (2020), och 2022 släppte hon boken Vägval. År 2023 hade hon 1,7 miljoner följare, varav 340 000 på Instagram, 347 000 på Youtube och 984 000 på Facebook. En stor andel av hennes följare fanns i USA och majoriteten var män.
Syftet med arbetet som influenser har hon sagt är att "inspirera och få in fler tjejer i yrket”. Vidare menar hon att "Det finns en myt att man måste vara stor och stark för att klara av det här yrket. Men jag är bara 1,54 och minst lika bra på att köra lastbil som killarna". När Expressen listade Årets kvinnor 2023 var hon på plats 26 av 100.

## Biografi
Larsson växte upp i Älvkarleby utanför Gävle. Fadern bedrev verksamhet inom gräv och schakt. Hon studerade till maskinoperatör på gymnasiet och tog därefter truckkort, varefter hon tog anställning på faderns företag. Därefter tog hon lastbils-körkort och arbete på ett åkeri i Gävle följde. År 2020 var hon med i TV-programmet Svenska Truckers och då arbetade hon för Skellefteå lastbilsstation. År 2021 flyttade hon till Gällivare för arbete åt LKAB. Sedan årsskiftet 2022/2023 arbetar hon i Aitikgruvan.
Hon började med sociala medier 2009, då låg fokus på träning. År 2014 växlade hon över till att publicera material om sitt yrke som lastbilschaufför.